# Tabanus rufus
Tabanus rufus är en tvåvingeart som beskrevs av Giovanni Antonio Scopoli 1763. Tabanus rufus ingår i släktet Tabanus och familjen bromsar.
Artens utbredningsområde är Slovenien. Inga underarter finns listade i Catalogue of Life.